# Sveti Tomaž, Škofja Loka
Sveti Tomaž je naselje v Občini Škofja Loka.